# Dorota Szaban
Dorota Szaban (ur. 1979) – polska socjolog, dr hab. nauk społecznych, profesor uczelni i dyrektor Instytutu Socjologii Wydziału Pedagogiki, Psychologii i Socjologii Uniwersytetu Zielonogórskiego.

## Życiorys
W 2003 uzyskała dyplom magistra w Uniwersytecie Zielonogórskim na Wydziale Nauk Pedagogicznych i Społecznych, w Instytucie Socjologii, na podstawie pracy Badania z wykorzystaniem Internetu a socjologia. 26 marca 2008 w Instytucie Filozofii i Socjologii Polskiej Akademii Nauk w Warszawie obroniła pracę doktorską Internet w kampanii wyborczej. Analiza mobilizacji elektoratu w wyborach parlamentarnych 2005 w Polsce, 22 czerwca 2018 habilitowała się na podstawie pracy zatytułowanej Gra o węgiel. Socjologiczne uwarunkowania konfliktu wokół planów powstania kompleksu wydobywczo-energetycznego w województwie lubuskim. Została zatrudniona na stanowisku adiunkta w Instytucie Socjologii na Wydziale Pedagogiki, Socjologii i Nauk o Zdrowiu Uniwersytetu Zielonogórskiego.
Jest profesorem uczelni i dyrektorem w Instytucie Socjologii na Wydziale Pedagogiki, Psychologii i Socjologii Uniwersytetu Zielonogórskiego.
Od początku swojej pracy zawodowej związana jest z Instytutem Socjologii Uniwersytetu Zielonogórskiego. Obszar jej zainteresowań badawczych obejmuje metodologię badań społecznych, socjologię pogranicza, socjologię konfliktu, socjologię zdrowia oraz socjologii młodzieży.